# Guerino Magri
Guerino Magri (Capriano del Colle, 22 agosto 1915 – Brescia, 3 maggio 1976) è stato un calciatore italiano, di ruolo portiere.

## Carriera
Dal 1935 al 1940 ha giocato nel Brescia, collezionando una presenza nella Serie A 1935-1936 (Brescia-Fiorentina 2-0, 15 marzo 1936) e 28 in Serie B, per un totale di 31 reti subite.
Nella stagione 1940-1941 è al Palazzolo.